# Jasenovac koncentrationslejr
Jasenovac koncentrationslejr (kroatisk: Logor Jasenovac, serbisk: Логор Јасеновац (tr. Logor Jasenovac), jiddisch: יאסענאוואץ; hebraisk: יסנובץ, nogen gange tr. Yasenovatz) var en udryddelseslejr etableret i Den Uafhængige Stat Kroatien (NDH) under 2. verdenskrig. Det var den eneste udryddelseslejr, der ikke var drevet af tyskerne, og var blandt de største lejre i Europa. Lejren blev etableret af den regerende Ustaše regime i august 1941 i sumpene ved sammenløbet af floderne Sava og Una nær landsbyen Jasenovac. Koncentrationslejren blev lukket i april 1945. Jasenovac koncentrationslejr var "berygtet for sine barbariske skikke og det store antal af ofre". I Jasenovac var de fleste af ofrene etniske serbere, sammen med jøder og romaer, som Ustaše ønskede at udrydde i det Uafhængige Kroatien.
Jasenovac var et kompleks med fem underlejre spredt over 210 km2 på begge bredder af Sava og Una floderne. Den største lejr var "Murstenslejren" ved Jasenovac, omkring 100 km sydøst for Zagreb. Det samlede kompleks omfattede Stara Gradiska underlejr, henrettelsepladsen på tværs af floden Sava i Donja Gradina, fem arbejdsgårde, og Uštica Romalejren.
Under og efter 2. verdenskrig, har der været megen debat og uenighed om antallet af ofre dræbte i Jasenovac koncentrationslejrkomplekset i de mere end 3 ½ års drift. I de første 15 år efter krigen sluttede blev tallet 700.000 nævnt, skønnene varierede mellem 350.000 og 800.000. Myndigheder i Jugoslavien gennemførte en befolkningsundersøgelse i 1964, der viste en langt lavere tal, men holdt det hemmeligt. Da Vladimir Žerjavić offentliggjorde de lavere tal i 1980'erne, blev han kritiseret af Antun Miletić blandt andre, men hans forskning er siden blevet anset troværdig af jugoslaviske historikere som Jozo Tomasevich. USA's Holocaust Memorial Museum (USHMM) i Washington vurderer, at Ustašaregimet i perioden fra 1941 til 1945 myrdede mellem 77- og 99.000 mennesker i Jasenovac. Jasenovac Memorial Site citerer et lignende tal på mellem 80.000 og 100.000 ofre.
Serbere, romaer, jøder, kroatere, muslimer og politiske modstandere blev myrdet med hammer, kniv, skydevåben, jernstænger, pisk, ild, giftgas, sult, kvælning, trampet ihjel, ihjelfrysning, hængning, hakke, økse, bælter og granater.
Spæde og småbørn blev stoppet i sække og smidt i en grøft, fyldt af deres mødres lig. Børn blev også dræbt med hammer og stoppet ind i ovnen i lejrens teglværk. Nogle blev begravet levende, så man så jorden røre sig bagefter. Ofte blev øjnene stukket ud og fremvist som trofæer.
Da den italienske journalist Curzio Malaparte besøgte den kroatiske statsleder Ante Pavelic under krigen, stod der en kurv på Pavelics skrivebord. "Låget stod lidt åbent, og man så, at kurven var fyldt med havets frugter," skrev Malaparte. "Pavelic trak låget til side og viste mig disse "havets frugter", denne masse af slimede, gelatineagtige østers. Så sagde han med sit gode, trætte smil: "Det er en gave fra mine trofaste ustašer; det er tyve kilo menneskeøjne."